# Erasmo da Montecassino
Erasmo da Montecassino (fl. XIII secolo) è stato un teologo italiano del XIII secolo.
Faceva parte della scuola teologica di Montecassino. Nel 1240 i trasferì all'Università di Napoli dove, per circa dieci anni, fu insegnante di teologia. Molti suoi manoscritti, in particolare sermoni e studi teologici, sono inediti.